# Burton Snowboards
Burton Snowboards ist ein US-amerikanischer Snowboardhersteller, der auch Kleidung, Ausrüstung und Protektoren fertigt. Das inhabergeführte Unternehmen ist der weltweit älteste Snowboardhersteller und besitzt unter anderem die Marken R.E.D., Gravis Footwear, Anon Optics sowie Analog Streetwear.

## Geschichte

### Frühe Jahre

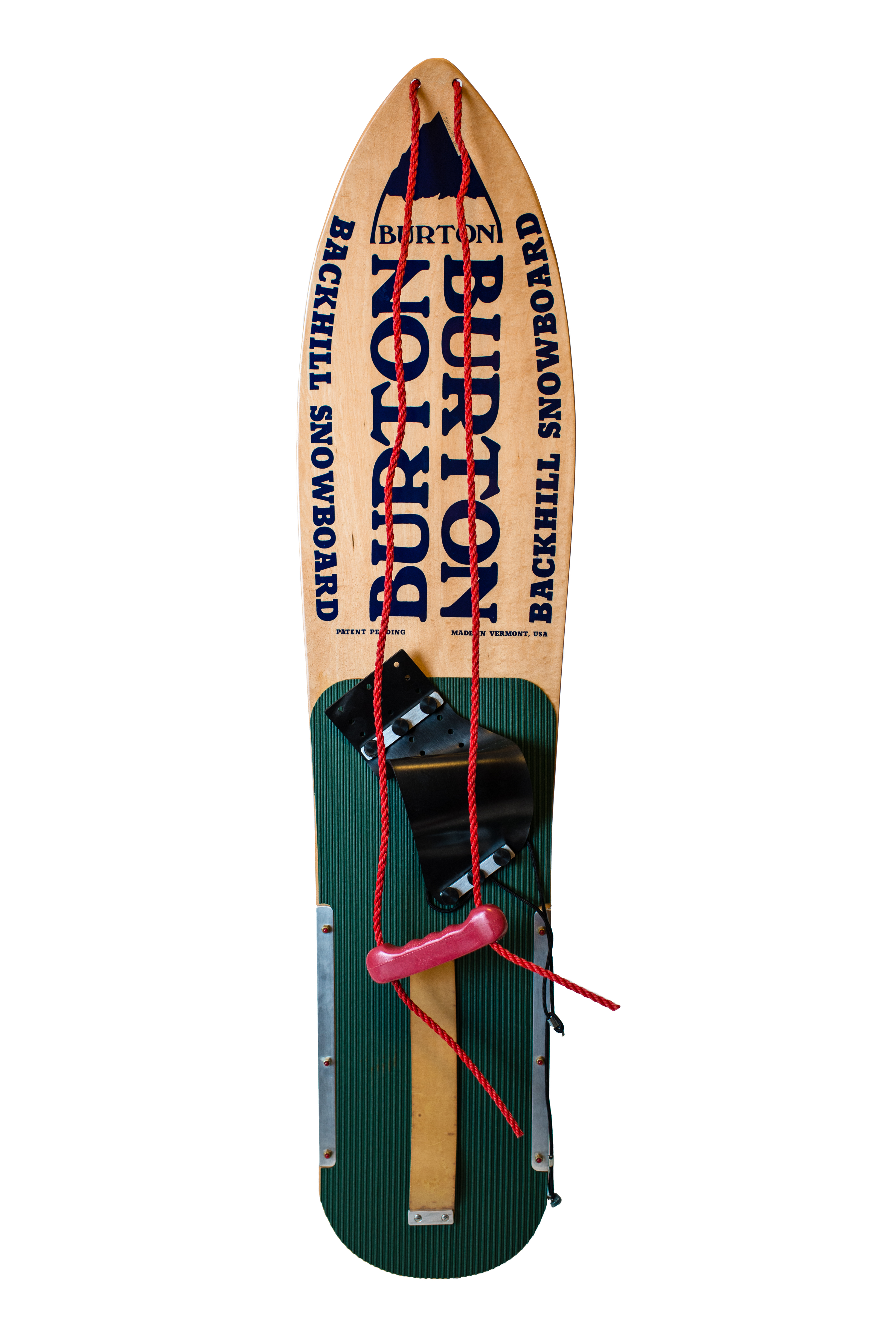
Ein Burton-Snowboard von 1981

Burton wurde 1977 von Jake Burton Carpenter gegründet. Die ersten Burton-Snowboards waren inspiriert vom Snurfer und wurden in einer Scheune in Londonderry (Vermont) gebaut. In den Anfangsjahren herrschte ein konstruktiver Wettstreit zwischen Carpenter und dem vier Jahre älteren Tom Sims (der Sims Snowboards schon 1976 gegründet hatte) und um die Weiterentwicklung der Snowboards, aber auch darum, welche Ausrichtung der junge Sport nehmen sollte. Carpenter setzte zunächst auf den Abfahrtslauf wie beim Skifahren, wohingegen Sims, der vom Skateboarding kam, das Snowboarden näher am Skateboard und dem Surfen sah. Carpenter wehrte sich vergebens dagegen, als durch Sims’ Initiative bei den World Snowboard Championships 1983 in Soda Springs neben Slalom- und Abfahrtsrennen auch erstmalig die Disziplin Halfpipe aufgenommen werden sollte. Als aber gerade der Halfpipewettbewerb die meiste Aufmerksamkeit erlangte, änderte Carpenter seine Meinung und holte den besten Sims-Halfpipefahrer ins Burtonteam: Craig Kelly.
Anfangs waren Snowboards zunächst noch aus Holz und ohne Kanten, jedoch perfektionierten Burton wie auch die Mitbewerber diese im Laufe der Jahre. Zuerst wurden verstellbare Gummiriemen als Fußschlaufen und Antirutschflächen am Board befestigt, um so die Standsicherheit zu erhöhen. Die erste kleine Serie von Burtonboards wurden für 88 US-Dollar pro Stück verkauft. Der Erfolg blieb zunächst aus, das Unternehmen machte anfangs hohe Verluste. Dennoch wurde die Produktion aufrechterhalten und 1980 wurde erstmals Skitechnologie bei den Snowboards wie P-Tex-Beläge angewendet, die bessere Gleiteigenschaften ermöglichten. 1981 zog Carpenter und damit auch die Burton-Produktionsstätte nach Manchester (Vermont) in ein Bauernhaus. Dabei war der Schuppen die Produktionsstätte, das Wohnzimmer der Verkaufsraum, der Keller das Lager und das Schlafzimmer das Büro, bis 1984 der Unternehmenssitz ins Zentrum des Ortes verlegt wurde. Zur Wintersaison 1982/83 wurde erstmals neben den bisherigen Gummifußschlaufen auch eine feste Fixierung des Schuhs durch Knöchelriemen angeboten, die zwei Jahre später durch Ratschen, ähnlich heutiger Bindungen, und eine Bindung aus Plastik ersetzt wurden, die in Italien hergestellt wurde. Ebenfalls in dieser Saison erschien erstmalig eine kleine Bekleidungslinie von Burton, inklusive dem ersten Burton-Softboot.
Zu der Zeit erlaubten weniger als fünf Prozent der US-Skiliftgebiete Snowboards, deshalb wurden die Boards hauptsächlich im Tiefschnee eingesetzt und wenig auf harten Pisten, die Stahlkanten notwendig machen, um den Halt und die Kontrolle zu verbessern. Das erste Burton-Snowboard mit Stahlkante und P-Tex-Belag war das Performer Elite von 1985/86, hergestellt in Österreich bei Keil-Ski. Es war auch das erste Snowboard von Burton mit einer Highback-Bindung und hatte damit erstmalig alle wesentlichen Komponenten eines modernen Snowboards. Die Technologien wurden stetig weiterentwickelt und heute werden High-Tech-Materialien wie Carbon oder Polycarbonat serienmäßig in die Produkte verbaut.
Zur Wintersaison 1987/88 bot Burton mit dem Safari (Race) und dem Air (Freestyle) erstmalig Boards mit moderner Bauweise an, die nicht mehr an den Snurfer erinnerten. Ebenfalls zu dieser Saison wurde erstmalig eine Plattenbindung für Hardboots angeboten, die in der Schweiz hergestellt wurde. Zwei Jahre später dann auch den ersten eigenen Hardboot und mit dem PJ das erste kompromisslose Raceboard bei Burton von den Teamfahrern Peter Bauer und Jean Nerva.

### Burton Europe
Laut Paul Gruber, Mitgründer von Crazy Banana und RAD AIR, war er 1980 der erste Käufer eines Burton-Snowboards außerhalb von Amerika, das er in der Fernsehsendung Karussell vorstellte und so das Snowboard in der Schweiz bekannt machte. 1985 traf Jake Carpenter zum ersten Mal Hermann Kapferer, der später der General Manager von Burton Europe wurde, auf der SIA-Messe in Las Vegas. Kapferer übergab dort Carpenter einen Snowboard-Prototyp (Performer Elite), den Carpenter in der österreichischen Firma Keil-Ski, in der Kapferer angestellt war, nach seinen Vorstellungen hatte fertigen lassen. Vier Wochen nach diesem Treffen wurde Kapferer von Carpenter gefragt, ob er zusammen mit ihm und seiner Frau Donna den europäischen Vertrieb von Burton-Snowboards aufbauen wolle. Kapferer stimmte zu und schlug als Europazentrale Innsbruck vor. 1986 gründeten die Carpenters zusammen mit Kapferer Burton Sportartikel, Kapferer wurde Geschäftsführer. Bis zu seinem Ausscheiden aus Altersgründen bei Burton 2016 war Kapferer Senior Vice President bei Burton geworden. Carpenter sagte über ihn: „Neben Donna ist Hermann derjenige, mit dem ich bei Burton am längsten zusammengearbeitet habe“. In dieser Zeit, Mitte der 80er Jahre, lebten Jack und Donna Carpenter in Europa.
Heute ist die Europazentrale auch für die Märkte in Russland, den Nahen Osten und Südafrika zuständig. Auch die Produktion der Boards wurde zu einem großen Teil nach Österreich verlegt. Neben Keil-Ski übernahm bis 2008 die Skifabrik Oldenburg in Waidhofen an der Ybbs die Produktion. Heute werden die Boards in Österreich ausschließlich von Keil-Ski in Uttendorf produziert. Die Entwicklung neuer Produktideen erfolgt unverändert in den Vereinigten Staaten. Gemäß Peter Bauer sollen bis Anfang der 2000er Jahre immer mehr als 30.000 Burton-Snowboards durch die Österreicher produziert worden sein, erst danach sei die Zahl auf 20.000 aufgrund des allgemeinen Absatzrückgangs von Snowboards gesunken.
1987 kam es bei einer Lieferung an den Schweizer Großhändler zu einem Materialfehler, bei dem sich bei fast allen Boards die Bindungen beim Fahren ablösten. Das war der Moment, laut Donna Carpenters Aussage 2023, seitdem Burton sehr auf das Thema Qualität fokussierte („obsessive about quality“).

### Wachstum in den 1990er Jahren
In der Zwischenzeit wuchs Burton zu einem der größten Snowboardhersteller der Welt. Zur Saison 1990/91 erschien das erste asymmetrische Raceboard PJ. 1992 wurde die Produktion zum heutigen Stammsitz nach Burlington (Vermont) verlegt. Zur Wintersaison 1992/93 wurde das 3D Interface für alle Soft- und Plattenbindungen sowie mit den passenden Inserts an allen Snowboards von Burton eingeführt. Zuvor gaben die wenigen Inserts auf den Snowboards weitgehend den Stance (Bindungsabstand) und Bindungswinkel vor. Mit Einführung einer Disk mit drei Löchern für die Insert-Schrauben an den Bindungen waren weit mehr Bindungswinkel und unterschiedliche Stances möglich. Eine 3-Loch- bzw. bei anderen Anbietern 4-Loch-Disc hat heute jede Snowboardbindung. 1994/95 erschien erstmalig eine Step-in-Plattenbindung, mit ihr war das Anschnallen so bequem wie bei einer Skibindung. Seit etwa 1995 stellt Burton mehrheitlich Freestyle-Boards her. Trotz eines harten Konkurrenzkampfes konnte sich Burton Snowboards Mitte der 1990er Jahre gegenüber der Konkurrenz durchsetzen. Zur Wintersaison 1998/99 erschien die erste Step-in-Bindung für Softboots, die sich aber letztlich nicht durchsetzte.
Zur Saison 1995/96 erschien erstmalig das All-Mountain-Board Custom, welches bis heute erhältlich und damit das am längsten laufende Snowboard von Burton ist. Entworfen wurde es von Terje Håkonsen, Dave Downing, John “JG” Gerndt und Peter Bauer. Sie wollten ein Snowboard kreieren, das jeder Umgebung gerecht wird. Ob im Gelände, auf der Piste, in der Halfpipe oder im Park. Das Custom wurde schnell zu einem der beliebtesten und vielseitigsten Boards. Heute gilt es immer noch als das alles beherrschende Modell bei Burton.
Anfang des neuen Jahrtausends ließ Burton seine Alpinboards, Hardboots (letzte Saison 2000/01) und Plattenbindungen (letzte Saison 2001/02) auslaufen. Das Speed zur Saison 2002/03 war das letzte Alpinboard von Burton. Einerseits konnten Softbindungen wie beispielsweise die Cartel und Softboots wie der Driver X mittlerweile fast ähnliche direkte Performance wie Plattenbindungen und Hardboots ermöglichen. Aber anderseits entzog sich der Marktführer damit einer ganzen olympischen Snowboarddisziplin, dem Slalom bzw. Riesenslalom, als Materialausstatter.

### Nach dem Snowboardboom

Burton Custom von 2014 mit Channel-Bindungssystem

In Europa war die Spitze der verkauften Snowboards um die Jahrtausendwende erreicht, mit stetigem Abfall in den Jahren danach. In den USA blieben die Verkaufszahlen bis in die Saison 2008/2009 hoch, wurden danach aber auch kontinuierlich jedes Jahr weniger. 2001/02 erschien das erste Splitboard zum Tourengehen und im darauffolgenden Jahr gab es erstmal bei Burton eine komplette Frauenkollektion an Snowboards, Bindungen, Schuhen und Bekleidung. 2021 sagte Donna Carpenter in einem Interview selbstkritisch dazu: „Wir machten pinking und shrinking. Wir nahmen die Jungsjacke, machten sie etwas kleiner (shrinking) und machten sie knallrosa (pinking).“ Donna Carpenter arbeitet seit 2003 bei Burton und ist mitverantwortlich für Frauen- und Mädchenprodukte bei Burton sowie für mehr Frauenrechte im Unternehmen. Heute sind 50 Prozent der Führungskräfte bei Burton weiblich.
2008 wurden erste Burton Snowboard-Modelle mit einem Einkanal-Bindungsmontagesystem ausgestattet, dem Channel, anstatt der bisherigen 3D-Befestigung der Bindung. Im folgenden Jahr bekamen schließlich alle Modelle das Channel-System. Das neue Bindungssystem soll eine größere Kontrolle und ein besseres Boardgefühl ermöglichen. Aber vor allem vermindert es bei der Bindung, dort heißt das System EST, Gewicht, hauptsächlich weil auf die Grundplatte verzichtet werden kann.
Zur Saison 2008/09 wurde erstmals das Burton Love-Snowboard angeboten, was eine Serie von Beschwerden auslöste. Bei der Snowboardserie mit fünf verschiedenen Längen war auf jedem Brett auf der Oberseite und über die ganze Boardlänge, also fast in Lebensgröße, eine nackte Frau abgebildet, auf der Belagseite ihr nackter Po. Die Serie war eine Zusammenarbeit mit dem Playboy Magazin und die abgebildeten Models waren Bunnies des Magazins aus den 1970/80er Jahren. 2012 nahm Burton die Serie vom Markt.
2010 wurde die Produktion am Stammsitz in Vermont beendet. Seitdem kommen die günstigen Snowboards aus Asien und die hochwertigen aus Österreich (siehe Kapitel Frühe Jahre). Die Prototypenentwicklung findet aber noch immer in Vermont statt.
Nachdem Burton von 1998 bis 2006 Step-in-Softbindungen im Programm hatte, erschien 2017 unter dem Namen Step-on erneut eine Step-in-Bindung, diesmal mit einem zweistufigen Einrastsystem, um ein „Anschnallen“ auch abseits der Piste zu ermöglichen.
Der Gründer Jake Burton Carpenter starb am 20. November 2019 in seinem Haus an Hodenkrebs mit 65 Jahren. Mit seinem Tod ist keiner der Pioniere der Snowboardhersteller noch am Leben. Burtons stärkster Konkurrent, Tom Sims, war bereits 2012 aufgrund eines Herzstillstandes mit 61 Jahren gestorben.
Im Januar 2021 wird der Vertrag des dienstältesten Burton-Teamfahrers, der Snowboardlegende Terje Håkonsen, nach fast 32 Jahren nicht verlängert. Zu den Gründen äußerte sich Burton nicht. Auch nicht gegenüber Håkonsen selbst, der dem norwegischen Magazin Fri Flyt im September 2021 erklärte, dass er seit Januar nichts mehr über seinen Vertrag mit Burton gehört habe, dieser aber im Mai auslaufe. Er fühle sich „in der Kälte stehengelassen“.

## Struktur
Die Snowboards von Burton wurden 2023 an fünf verschiedenen Standorten hergestellt: in China, Taiwan, Österreich (in der Keil-Ski- und Snowboardfabrik in Uttendorf), Polen und den USA. Dabei kommt immer das gleiche Modell aus derselben Fabrik. In Asien werden Boards mit den größten Stückzahlen produziert. Der Stammsitz im amerikanischen Burlington produziert heute nur noch Boards, die in geringen Stückzahlen verkauft werden. Aus Europa kommen Boards mit innovativer und komplizierter Bauweise. Keil-Ski produziert heute nur noch für Burton und stellt pro Jahr rund 100.000 Boards her.
Burton kaufte zwischen 2004 und 2008 zwölf kleinere Unternehmen im Bereich Snowboarden, Skateboarden und Surfen auf. Beispielsweise die Protektorenreihe R.E.D., die Skate-Streetware und Snowboardbekleidungsmarke Analog, die Schuhmarke Gravis, Forum Snowboards, Jeenyus Snowboards, Foursquare Outerwear, Special Blend (SB) Outerwear und die Schneebrillenmarke Anon. Zwischen 2012 und 2014, nachdem es in der Finanzkrise zu Zahlungsschwierigkeiten kam, trennte sich Burton von den meisten Marken wieder bzw. sie wurden geschlossen, bis auf Analog, Anon und Channel Islands Surf und Co.
Die Firma hat heute sechs Hauptniederlassungen in Burlington (Vermont, USA), Innsbruck (Tirol, Österreich), Wrentham (Massachusetts, USA), Irvine (Kalifornien, USA), New York (USA) und Tokio (Japan).
Im Laufe der Jahre ist Burton bereits des Öfteren in die Kritik geraten, eine Monopolstellung im Snowboardsport erreichen zu wollen. Das mittlerweile zu einem Konzern herangewachsene Unternehmen hat durch seine Größe einen sehr großen Einfluss auf den Sport, was von manchen Seiten mit Skepsis gesehen wird.
Das Unternehmen veranstaltet viele Wettbewerbe, welche offizielle Gültigkeit bei den Verbänden besitzen, produziert Snowboardfilme mit teils unüblich hohen Budgets und stattet das olympische Snowboard Team der USA aus.
Nach einer Aussage von Donna Carpenter in 2013 schätzte sie den Marktanteil von Burton bei Snowboards auf 40–45 Prozent, bei den Bindungen noch etwas höher. Dabei erwirtschaftete das Unternehmen 35 Prozent durch den US-Markt, 30 Prozent in Europa und den Rest in Japan und Kanada. Der chinesische Markt war damals noch kaum existent. Forbes ging 2018 von einem globalen Marktanteil von 32 Prozent aus.

## Umwelt- und Klimaschutz
Burton möchte ab 2025 klimapositiv sein, also mehr Treibhausgase aus der Atmosphäre entfernen als sie bei der ganzen Produktionskette (Scope 1–3) ausstoßen. Dies wollen sie zum Teil durch Klimakompensation erreichen. Bis 2030 möchten sie die absoluten Emissionen aus Einrichtungen und Betrieben von Burton um 42 Prozent (Scope 1 & 2) reduzieren und die Emissionen ihrer Lieferkette pro Dollar Gewinn um 55 Prozent reduzieren (Scope 3), ausgehend von 2020. Perfluorcarbone werden bei Burton nicht mehr eingesetzt.
Burtons Bekleidungslinie ist Bluesign-zertifiziert und es wird Bio- oder recycelte Baumwolle verwendet sowie Wolle und Daunen aus verantwortungsvoller Tierhaltung. Auch Holzkerne und Papierverpackungen stammen aus verantwortungsvoll bewirtschaften Wäldern. Auf die Bekleidung wird eine sogenannte lebenslange Garantie gewährt (normaler Verschleiß ist davon allerdings nicht abgedeckt).
Seit 2013 ist Burton einer der größten finanziellen Unterstützer der Nonprofit-Organisation Protect Our Winters (POW), die Sportler mit Wissenschaftlern, Kreativen und Unternehmen zusammenbringen möchte, um parteiübergreifend den Klimaschutz voranzutreiben.

## Logo
Das Unternehmen ist für ein ständiges Logo-Redesign bekannt, welche es leicht macht Boards oder Kollektionen zeitlich einzuordnen. Besonders umstritten ist dabei das 13-Logo, welches ein ‚B‘ darstellen soll, jedoch in bestimmten Kreisen als 13. Buchstabe im Alphabet und demnach als Initial für Marihuana interpretiert wird.

## Teamfahrer
Einige derzeitige und ehemalige Burton-Teamfahrer und -fahrerinnen sind bzw. waren: Craig Kelly, Peter Bauer, Sani Alibabic, Terje Håkonsen, Martin Freinademetz, Jim Rippey, Tadashi Fuse, Nicolas Müller, Frederik Kalbermatten, dreifacher Olympiasieger Shaun White, Kevin Pearce, Victoria Jealouse, Jeremy Jones, Kelly Clark, Anne Molin-Konsgaard, Romain De Marchi, David Carrier-Porcheron, JP Solberg, Jussi Oksanen, Keir Dillon, Trevor Andrew, Ross Powers, Hannah Teter, Natasha Zurek, Marcel Bode, Gigi Rüf, Anna Gasser, Mark McMorris, Danny Davis und Zoi Sadowski-Synnott.

## Filme
Burton produzierte in den Anfangsjahren als einer der ersten längere Dokumentarfilme über den Snowboardsport und die eigenen Teamfahrer. Die Filme besitzen meist eine Spielzeit von bis zu einer Stunde und wurden als VHS-Kassette vertrieben. Später unterstützte Burton unabhängige Filmemacher – diese Filme wurden hier nur bis 1994 aufgeführt – und bot die Filme auf VHS zum Kauf an.
- 1985 – Winter Waves
- 1987 – One Track Mind
- 1989 – Snow Rules
- 1990 – Chill
- 1990 – Smooth Groove
- 1991 – Board with the World (inklusive Pachamama (1989))
- 1992 – Scream of Consciousness
- 1992 – Riders on the Storm (produziert von Fall Line Films)
- 1992 – Fear of a Flat Planet
- 1993 – Roadkill (produziert von Fall Line Films)
- 1993 – Project 6 (produziert von Fall Line Films)
- 1994 – Hear no Evil/See no Evil/Speak no Evil